# Marienfenster (Saint-Léry)

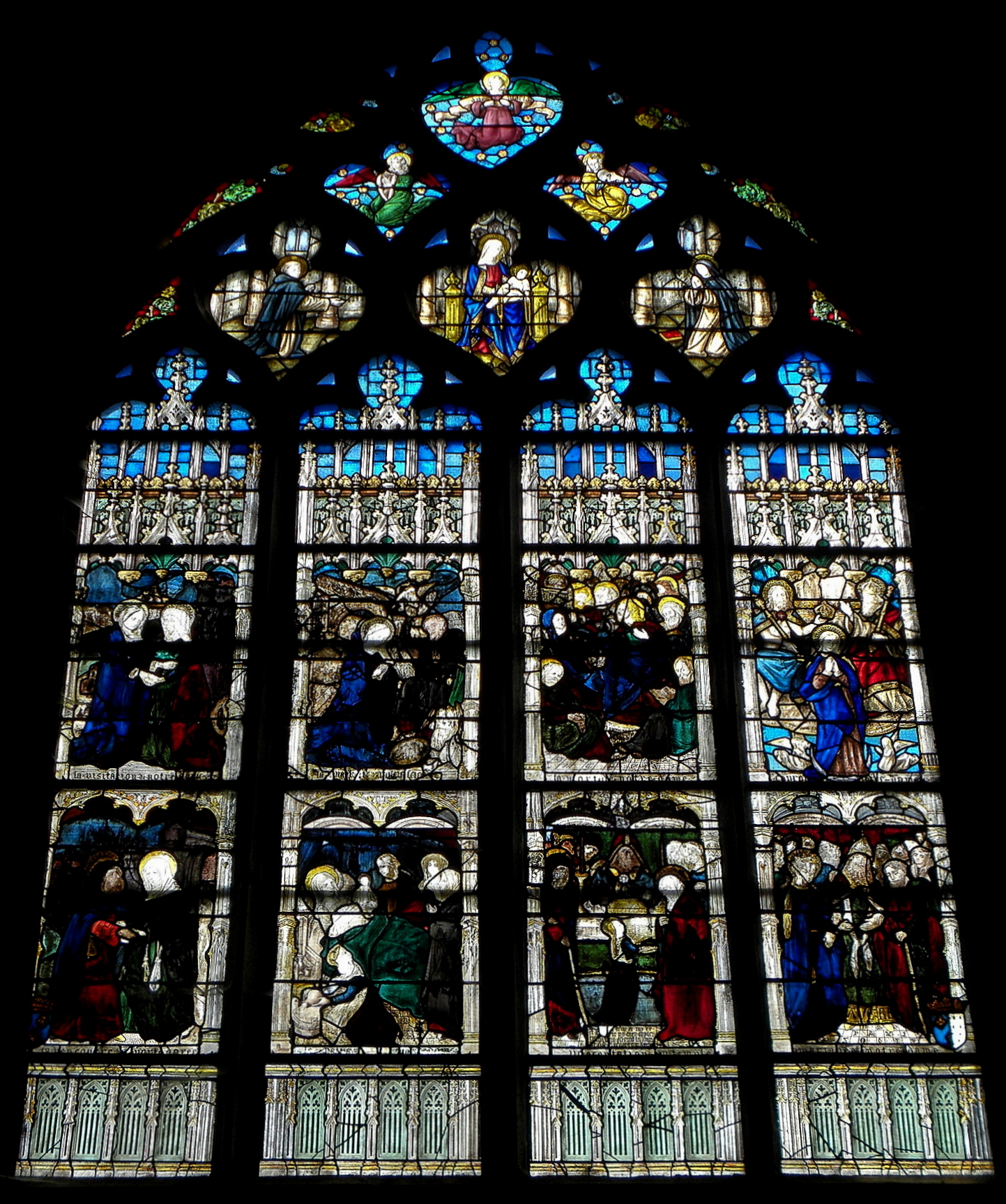
Marienfenster in Saint-Léry

Das Marienfenster in der katholischen Pfarrkirche St-Léry in Saint-Léry, einer französischen Gemeinde im Département Morbihan in der Region Bretagne, wurde 1493 geschaffen. Das Bleiglasfenster wurde 1912 als Monument historique in die Liste der geschützten Objekte (Base Palissy) in Frankreich aufgenommen.
Das Fenster mit vier Lanzetten zeigt verschiedene Szenen aus dem Leben Mariens. Im Maßwerk sind die Madonna mit Kind, zwei Heilige und zwei Engel dargestellt.   
Unter der Szene Mariä Tempelgang wird das Jahr 1493 und der Glasmaler Berma in Rennes genannt.  

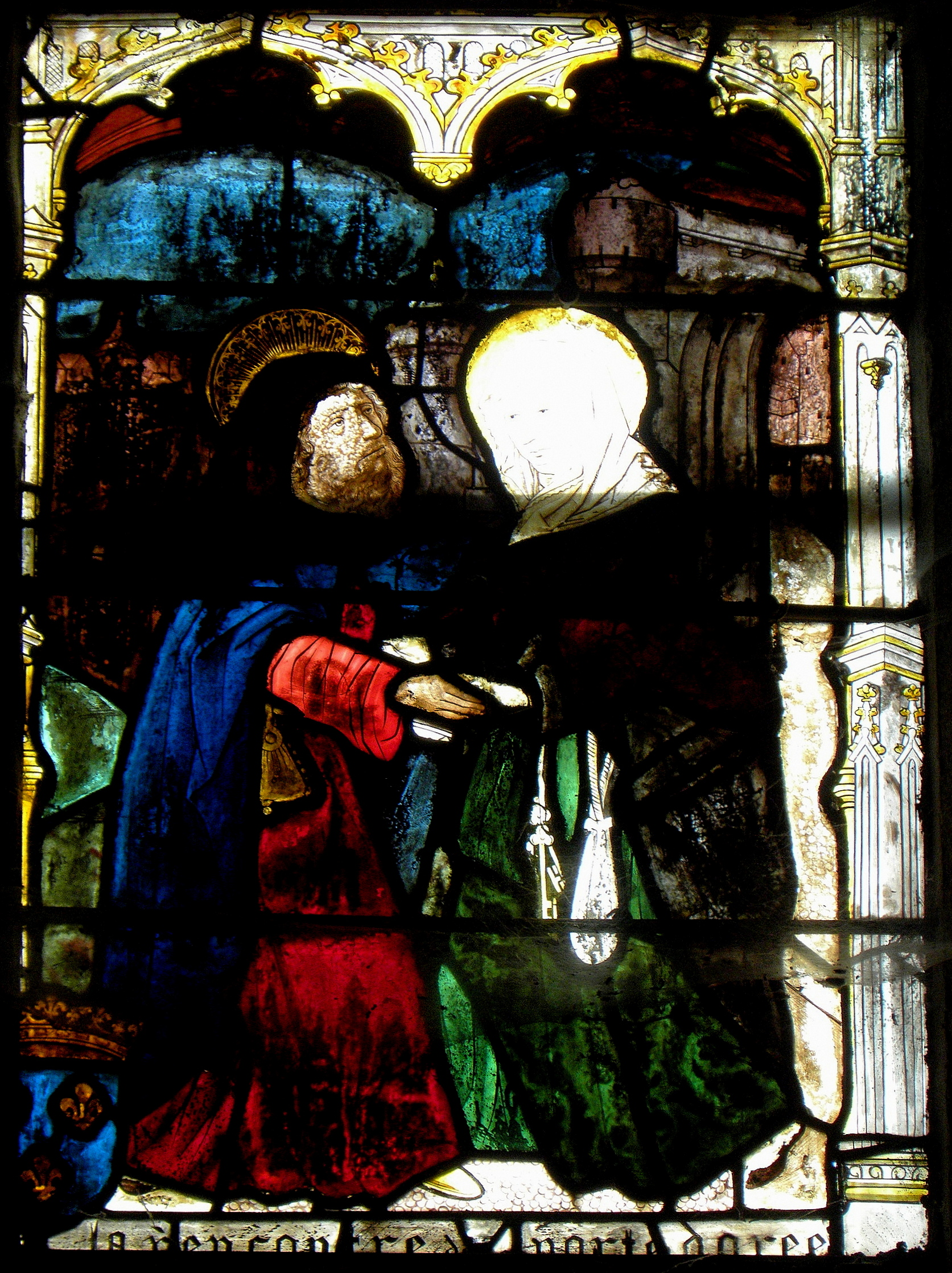
Joachim und Anna, die Eltern Marias
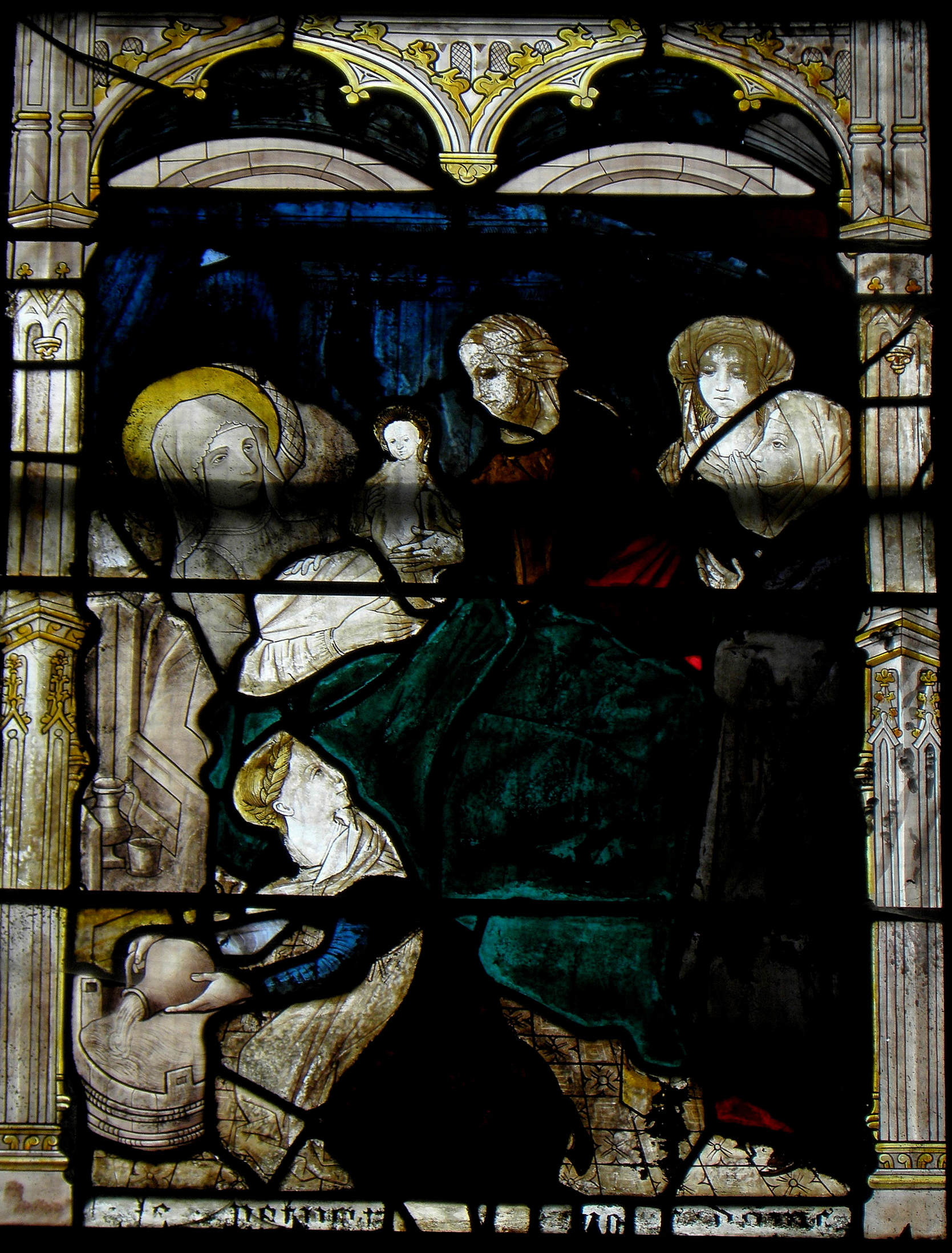
Geburt Marias
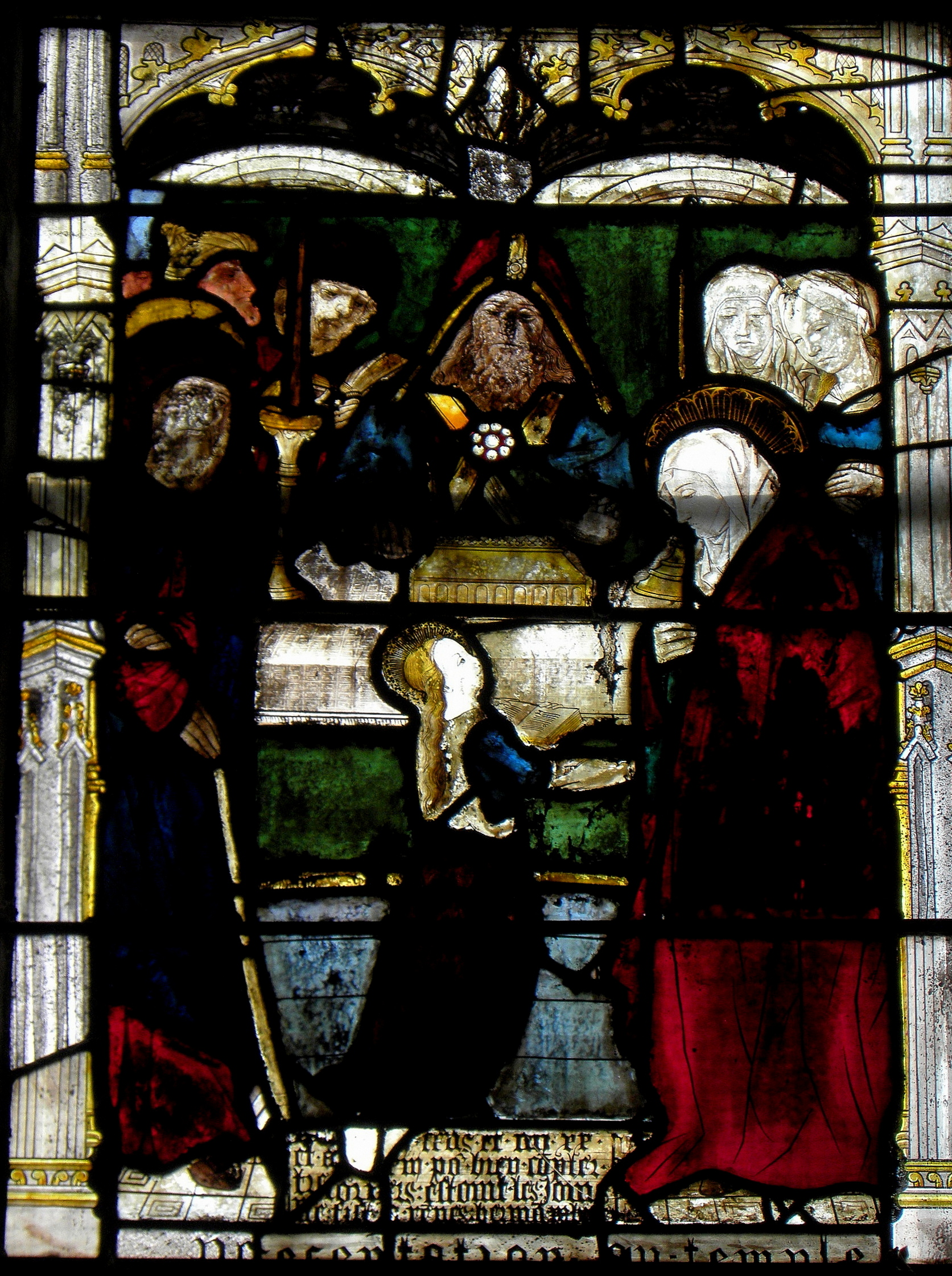
Mariä Tempelgang
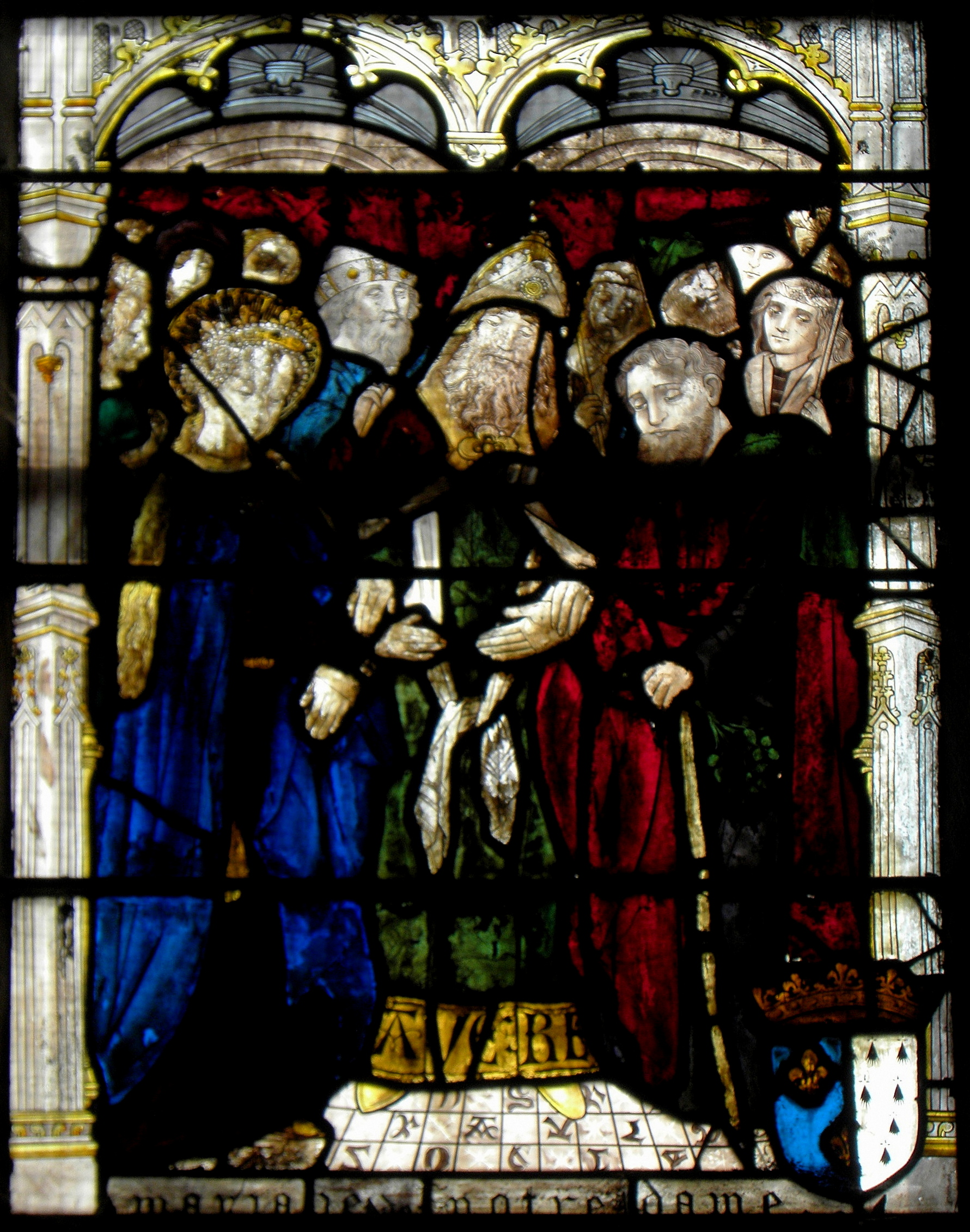
Vermählung von Maria und Joseph
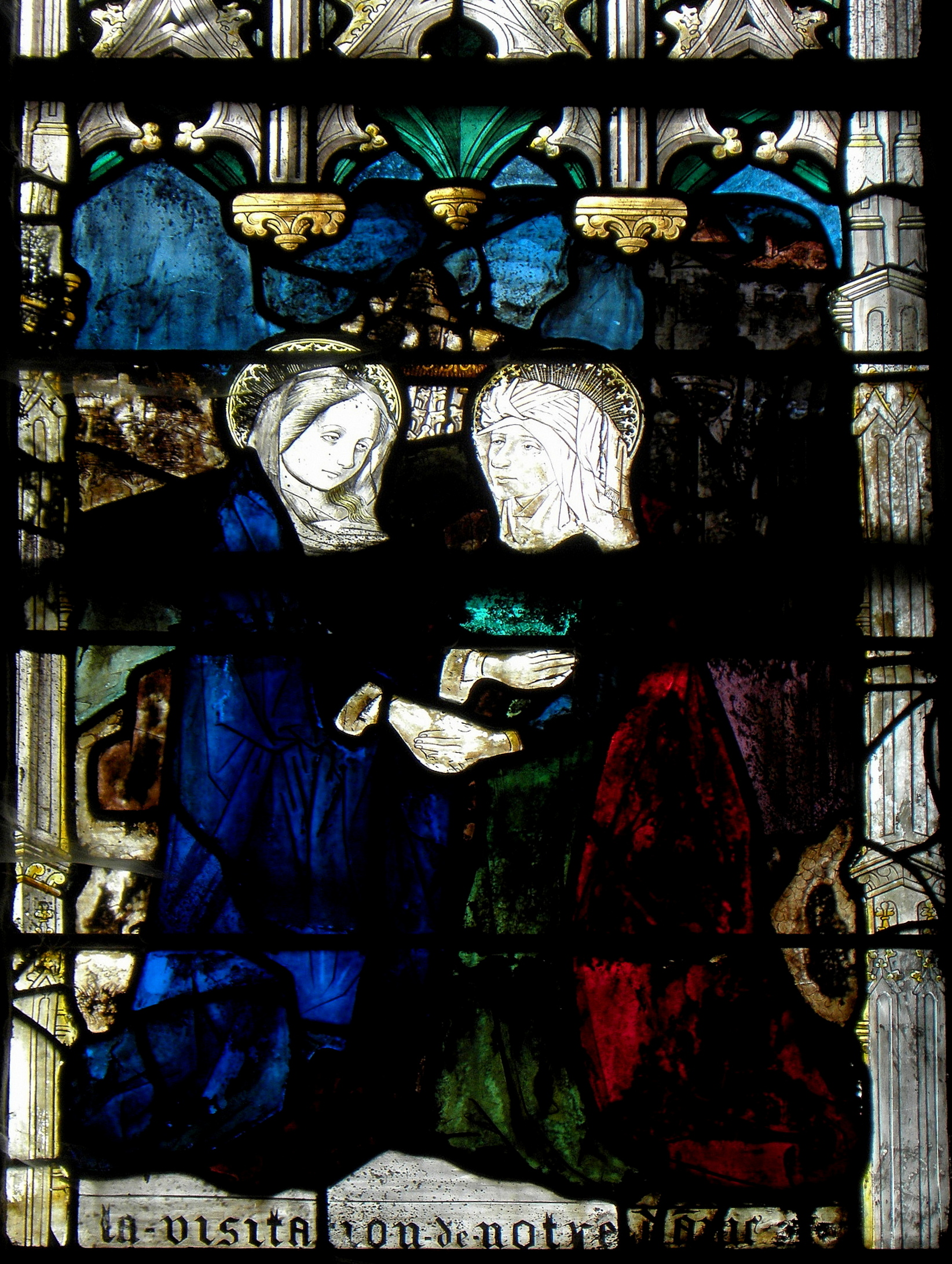
Mariä Heimsuchung
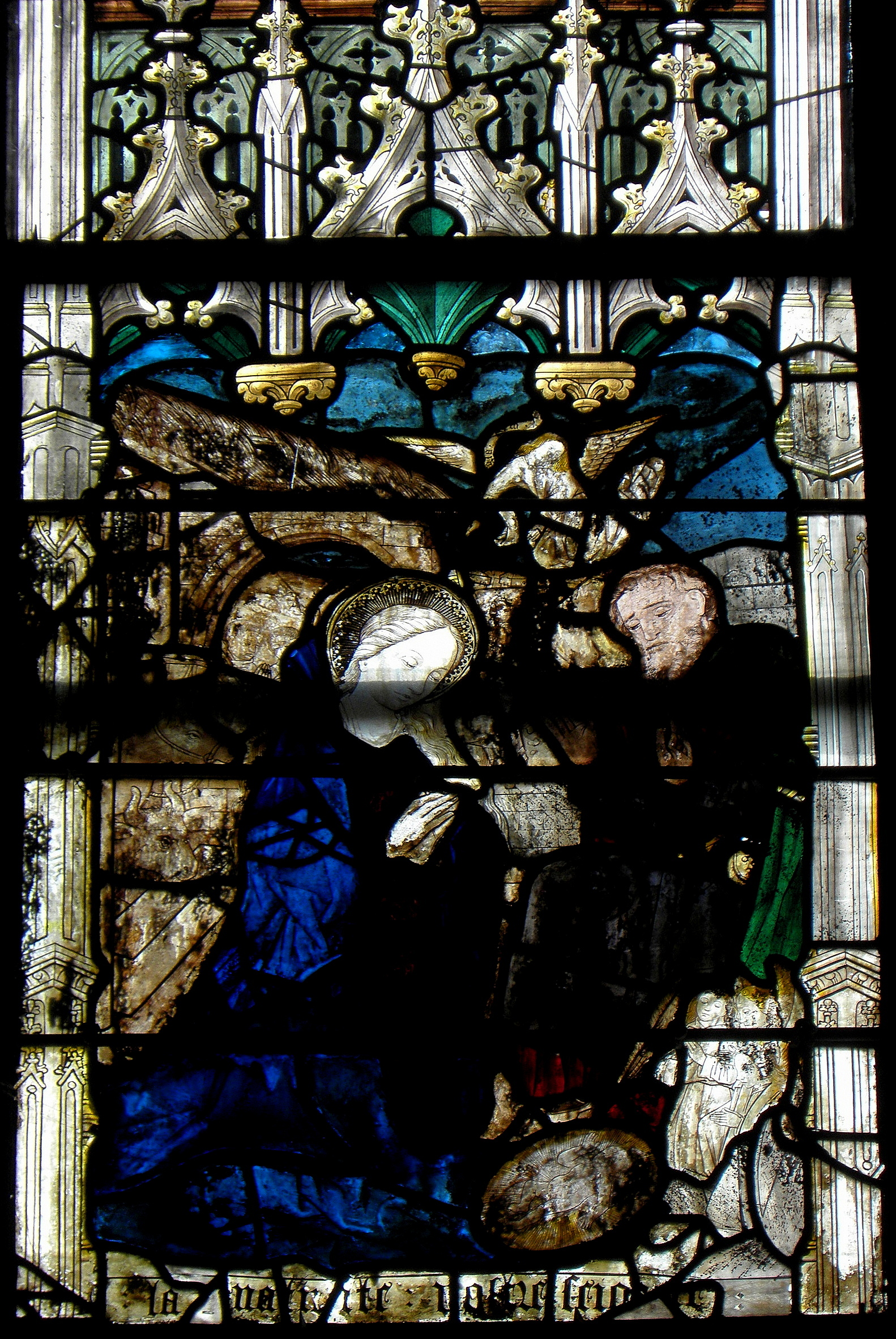
Geburt Jesu
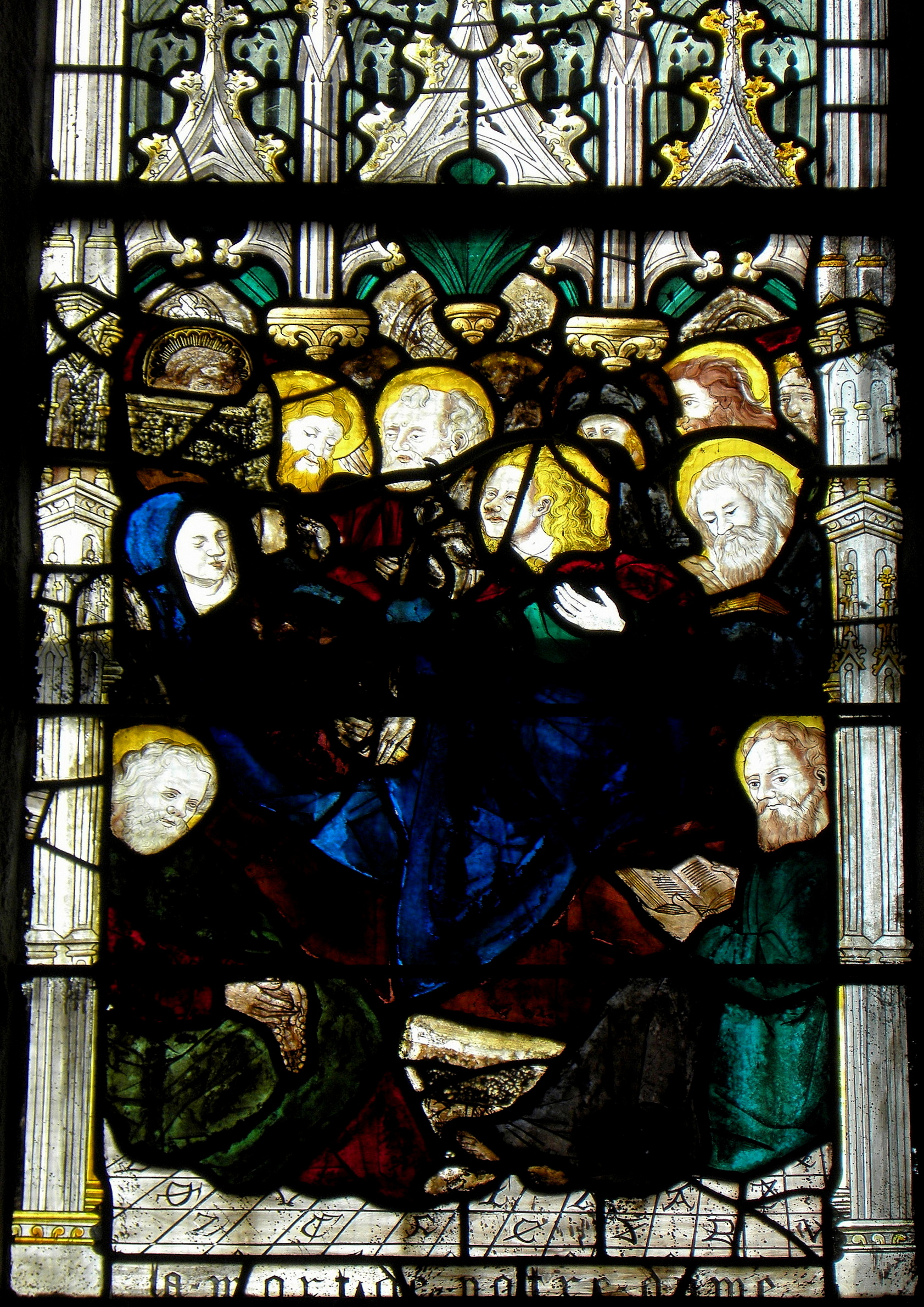
Tod Mariens
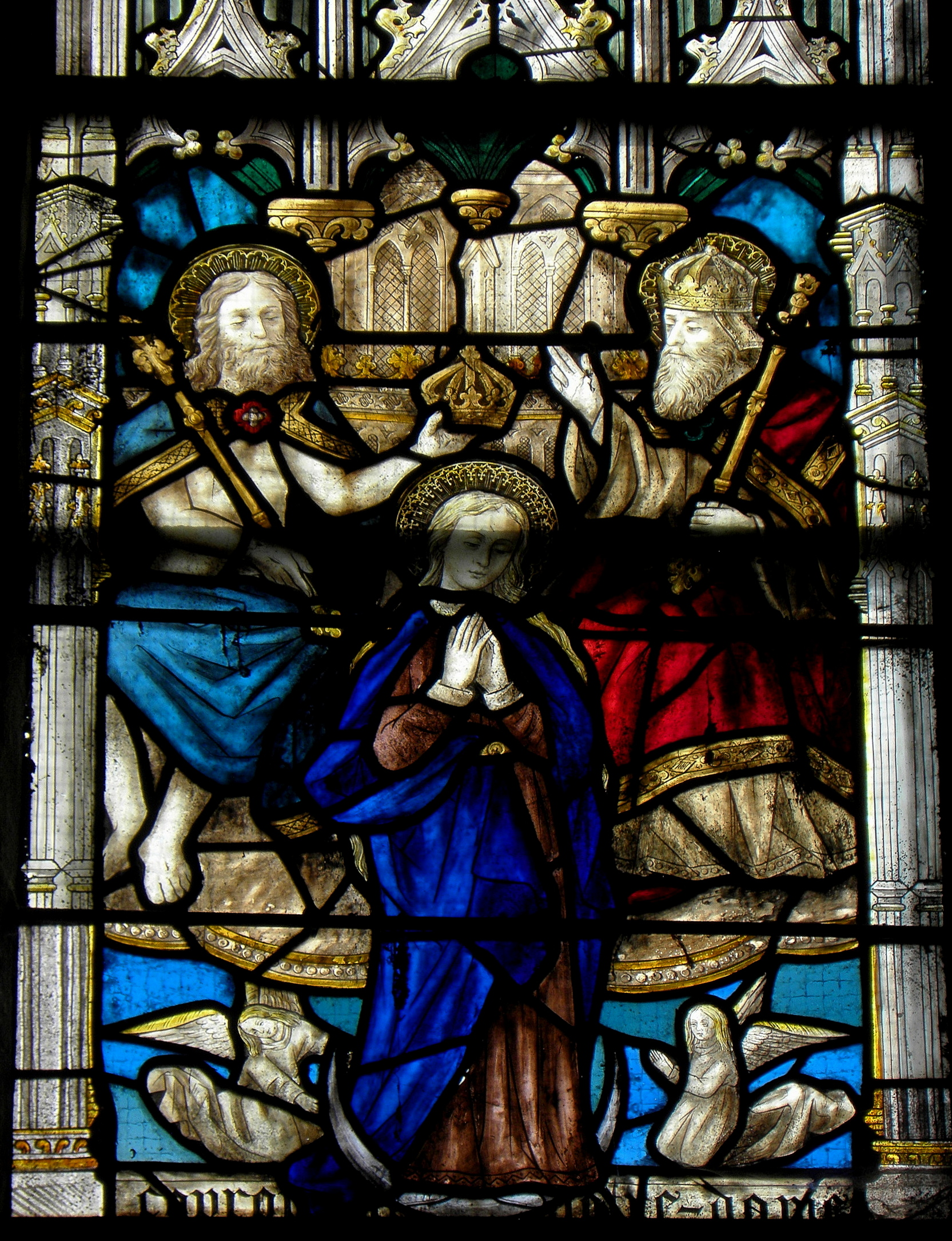
Krönung Mariens durch Jesus Christus und Gottvater